# Dalabyggð
Dalabyggð is een gemeente in het westen van IJsland in de regio Vesturland en heeft 638 inwoners. De grootste plaats in de gemeente is Búðardalur met 258 inwoners (in 2005).
De gemeente Dalabyggð ontstond op 11 juni 1994 door het samenvoegen van de gemeentes Suðurdalahreppur, Haukadalshreppur, Laxárdalshreppur, Hvammshreppur, Fellsstrandarhreppur en Skarðshreppur. Op 1 januari 1998 werd hier de gemeente Skógarstrandarhreppur aan toegevoegd en op 10 juni 2006 ook de gemeente Saurbæjarhreppur.
Akraneskaupstaður · Hvalfjarðarsveit · Skorradalshreppur · Borgarbyggð · Grundarfjarðarbær · Helgafellssveit · Stykkishólmsbær · Eyja- og Miklaholtshreppur · Snæfellsbær · Dalabyggð